# Première circonscription du Cantal
La première circonscription du Cantal est l'une des deux circonscriptions législatives françaises que compte le département du Cantal (15) situé en région Auvergne-Rhône-Alpes.

## Description géographique et démographique

### De 1958 à 1986
La première circonscription du Cantal était composée de :
- Canton d'Aurillac-Nord
- Canton d'Aurillac-Sud
- Canton de Laroquebrou
- Canton de Maurs
- Canton de Montsalvy
- Canton de Pleaux
- Canton de Saint-Cernin
- Canton de Saint-Mamet-la-Salvetat
- Canton de Salers
- Canton de Vic-sur-Cère

### Depuis 1988
La première circonscription du Cantal est délimitée par le découpage électoral de la loi n°86-1197 du 24 novembre 1986
. Elle coïncide avec l'arrondissement d'Aurillac. Elle regroupe les cantons suivants :
- canton d'Arpajon-sur-Cère : 14 communes ;
- canton d'Aurillac 1 : Ytrac + fraction d'Aurillac ;
- canton d'Aurillac 2 : fraction d'Aurillac ;
- canton d'Aurillac 3 : fraction d'Aurillac ;
- canton de Maurs : 18 communes ;
- canton de Naucelles : 14 communes, les 2 autres faisant partie de la deuxième circonscription[Note 2] ;
- canton de Saint-Paul-des-Landes : 22 communes ;
- canton de Vic-sur-Cère ; 23 communes.

Sa population en 2021 est de 82 237 habitants.

## Historique des députations
| Législature | Début de mandat | Fin de mandat  | Député           | Parti politique | Parti politique | Observation |
| ----------- | --------------- | -------------- | ---------------- | --------------- | --------------- | --- |
| Ire         | 9 décembre 1958 | 9 octobre 1962 | Augustin Chauvet |                 | CR              | Maire d'Anglards-de-Salers (1947-1965) Conseiller général du canton de Salers (1949-1980) Mandat écourté à la suite d'une dissolution parlementaire décidée par Charles de Gaulle.                                       |
| IIe         | 6 décembre 1962 | 2 avril 1967   | Augustin Chauvet |                 | CR              | Maire de Mauriac (1965-1983) |
| IIIe        | 3 avril 1967    | 30 mai 1968    | Augustin Chauvet |                 | UD-Ve           | Mandat écourté à la suite d'une dissolution parlementaire décidée par Charles de Gaulle. |
| IVe         | 11 juillet 1968 | 1er avril 1973 | Augustin Chauvet |                 | UDR             | |
| Ve          | 2 avril 1973    | 2 avril 1978   | Augustin Chauvet |                 | UDR             | Président du conseil régional d'Auvergne (1977) |
| VIe         | 3 avril 1978    | 2 octobre 1980 | Augustin Chauvet |                 | RPR             | Démissionne le 2 octobre 1980. |
| VIe         | 3 novembre 1980 | 22 mai 1981    | René Souchon     |                 | PS              | Maire d'Aurillac (1977-1995) Conseiller régional d'Auvergne (1980-2015) Conseiller général du canton d'Aurillac-I (1976-1982) Mandat écourté à la suite d'une dissolution parlementaire décidée par François Mitterrand. |
| VIIe        | 2 juillet 1981  | 25 avril 1983  | René Souchon     |                 | PS              | Nommé Secrétaire d'État à l'Agriculture et à la Forêt, il est remplacé par Firmin Bédoussac. |
| VIIe        | 25 avril 1983   | 1er avril 1986 | Firmin Bédoussac |                 | PS              | Maire d'Omps (1945-1989) Conseiller général du canton de Saint-Mamet-la-Salvetat (1979-1985) |
| IXe         | 23 juin 1988    | 1er avril 1993 | Yves Coussain    |                 | UDF             | Maire de Teissières-lès-Bouliès (1983-1989) Conseiller général du canton d'Arpajon-sur-Cère (1985-2004) |
| Xe          | 2 avril 1993    | 21 avril 1997  | Yves Coussain    |                 | UDF             | Mandat écourté à la suite d'une dissolution parlementaire décidée par Jacques Chirac. |
| XIe         | 12 juin 1997    | 18 juin 2002   | Yves Coussain    |                 | UDF             | |
| XIIe        | 19 juin 2002    | 19 juin 2007   | Yves Coussain    |                 | UMP             | |
| XIIIe       | 20 juin 2007    | 19 juin 2012   | Vincent Descœur  |                 | UMP             | Président du conseil général du Cantal (2001-2015) Conseiller général du canton de Montsalvy (1988-2015) |
| XIVe        | 20 juin 2012    | 20 juin 2017   | Alain Calmette   |                 | PS              | Maire d'Aurillac (2006-2013) Conseiller départemental du canton d'Aurillac-3 (2015-2021) |
| XVe         | 21 juin 2017    | 21 juin 2022   | Vincent Descœur  |                 | LR              | Président du conseil départemental du Cantal (2015-2017) Conseiller départemental du canton d'Arpajon-sur-Cère (2015-)                                                                                                   |
| XVIe        | 22 juin 2022    | 9 juin 2024    | Vincent Descœur  |                 | LR              | Mandat écourté à la suite d'une dissolution parlementaire décidée par Emmanuel Macron. |
| XVIIe       | 8 juillet 2024  | en cours       | Vincent Descœur  |                 | DVD             | |

## Historique des élections

### Élections de 1958
| Candidat       | Candidat             | Parti          | Premier tour | Premier tour | Second tour | Second tour |  |
| Candidat       | Candidat             | Parti          | Voix         | %            | Voix        | %           |  |
| -------------- | -------------------- | -------------- | ------------ | ------------ | ----------- | ----------- |  |
|                | Augustin Chauvet élu | CR             | 18 609       | 47,58        | 24 815      | 63,67       |  |
|                | Germain Guibert      | SFIO           | 8 281        | 21,17        | 8 851       | 22,71       |  |
|                | Léon Chancel         | PCF            | 5 556        | 14,2         | 5 308       | 13,62       |  |
|                | Yves Amblard         | Radsoc         | 4 946        | 12,64        | Retrait     | Retrait     |  |
|                | Jean-Marie Bac       | Modérés        | 1 723        | 4,4          |             |             |  |
|                |                      |                |              |              |             |             |  |
| Inscrits       | Inscrits             | Inscrits       | 58 012       | 100,00       | 57 807      | 100,00      |  |
| Abstentions    | Abstentions          | Abstentions    | 17 719       | 30,54        | 17 966      | 31,08       |  |
| Votants        | Votants              | Votants        | 40 293       | 69,46        | 39 841      | 68,92       |  |
| Blancs et nuls | Blancs et nuls       | Blancs et nuls | 1 178        | 2,92         | 867         | 2,18        |  |
| Exprimés       | Exprimés             | Exprimés       | 39 115       | 97,08        | 38 974      | 97,82       |  |

André Vidal, notaire à Aurillac était le suppléant d'Augustin Chauvet.

### Élections de 1962
|                | Augustin Chauvet sortant réélu | CR             | 19 699 | 61,05  |  |  |  |
|                | Germain Guibert                | SFIO           | 6 724  | 20,84  |  |  |  |
|                | Léon Chancel                   | PCF            | 5 846  | 18,12  |  |  |  |
|                |                                |                |        |        |  |  |  |
| Inscrits       | Inscrits                       | Inscrits       | 57 524 | 100,00 |  |  |  |
| Abstentions    | Abstentions                    | Abstentions    | 23 154 | 40,25  |  |  |  |
| Votants        | Votants                        | Votants        | 34 370 | 59,75  |  |  |  |
| Blancs et nuls | Blancs et nuls                 | Blancs et nuls | 2 101  | 6,11   |  |  |  |
| Exprimés       | Exprimés                       | Exprimés       | 32 269 | 93,89  |  |  |  |

Georges Pineau, journaliste, ancien chef adjoint de cabinet de Camille Laurens, était le suppléant d'Augustin Chauvet

### Élections de 1967
| Candidat       | Candidat                       | Parti          | Premier tour | Premier tour | Second tour | Second tour |  |
| Candidat       | Candidat                       | Parti          | Voix         | %            | Voix        | %           |  |
| -------------- | ------------------------------ | -------------- | ------------ | ------------ | ----------- | ----------- |  |
|                | Augustin Chauvet sortant réélu | UD-Ve          | 20 098       | 46,67        | 24 307      | 55,66       |  |
|                | Jacques Meyniel                | SFIO (FGDS)    | 12 881       | 29,91        | 19 361      | 44,34       |  |
|                | Michel Leymarie                | PCF            | 6 621        | 15,37        | Retrait     | Retrait     |  |
|                | André Chavinier                | CD (PDM)       | 3 465        | 8,05         |             |             |  |
|                |                                |                |              |              |             |             |  |
| Inscrits       | Inscrits                       | Inscrits       | 57 298       | 100,00       | 57 293      | 100,00      |  |
| Abstentions    | Abstentions                    | Abstentions    | 13 525       | 23,6         | 12 991      | 22,67       |  |
| Votants        | Votants                        | Votants        | 43 773       | 76,4         | 44 302      | 77,33       |  |
| Blancs et nuls | Blancs et nuls                 | Blancs et nuls | 708          | 1,62         | 634         | 1,43        |  |
| Exprimés       | Exprimés                       | Exprimés       | 43 065       | 98,38        | 43 668      | 98,57       |  |

Georges Pineau était le suppléant d'Augustin Chauvet.

### Élections de 1968
|                | Augustin Chauvet sortant réélu | UDR (URP)      | 27 522 | 63,3   |  |  |  |
|                | Michel Leymarie                | PCF            | 6 926  | 15,93  |  |  |  |
|                | Antonin Lac                    | SFIO (FGDS)    | 5 171  | 11,89  |  |  |  |
|                | François Duviard               | CD (PDM)       | 3 859  | 8,88   |  |  |  |
|                |                                |                |        |        |  |  |  |
| Inscrits       | Inscrits                       | Inscrits       | 57 016 | 100,00 |  |  |  |
| Abstentions    | Abstentions                    | Abstentions    | 12 943 | 22,7   |  |  |  |
| Votants        | Votants                        | Votants        | 44 073 | 77,3   |  |  |  |
| Blancs et nuls | Blancs et nuls                 | Blancs et nuls | 595    | 1,35   |  |  |  |
| Exprimés       | Exprimés                       | Exprimés       | 43 478 | 98,65  |  |  |  |

François Castex, beau-frère de Georges Pompidou était le suppléant d'Augustin Chauvet.

### Élections de 1973
| Candidat       | Candidat                       | Parti          | Premier tour | Premier tour | Second tour | Second tour |  |
| Candidat       | Candidat                       | Parti          | Voix         | %            | Voix        | %           |  |
| -------------- | ------------------------------ | -------------- | ------------ | ------------ | ----------- | ----------- |  |
|                | Augustin Chauvet sortant réélu | UDR (URP)      | 20 599       | 45,72        | 24 933      | 55,24       |  |
|                | Michel Leymarie                | PCF            | 9 532        | 21,16        | 14 795      | 32,78       |  |
|                | Jean Nolorgues                 | CD (MR)        | 6 307        | 14           | 5 406       | 11,98       |  |
|                | Claude Tanné                   | PS (UGSD)      | 5 913        | 13,13        |             |             |  |
|                | Clément Bardet                 | Divers droite  | 2 699        | 5,99         |             |             |  |
|                |                                |                |              |              |             |             |  |
| Inscrits       | Inscrits                       | Inscrits       | 59 412       | 100,00       | 59 366      | 100,00      |  |
| Abstentions    | Abstentions                    | Abstentions    | 13 436       | 22,61        | 13 438      | 22,64       |  |
| Votants        | Votants                        | Votants        | 45 976       | 77,39        | 45 928      | 77,36       |  |
| Blancs et nuls | Blancs et nuls                 | Blancs et nuls | 926          | 2,01         | 794         | 1,73        |  |
| Exprimés       | Exprimés                       | Exprimés       | 45 050       | 97,99        | 45 134      | 98,27       |  |

Albert Gentet, adjoint au maire d'Aurillac était le suppléant d'Augustin Chauvet.

### Élections de 1978
|                | Augustin Chauvet sortant réélu | RPR            | 29 540 | 54,5   |  |  |  |
|                | René Souchon                   | PS             | 14 958 | 27,6   |  |  |  |
|                | Louis Taurant                  | PCF            | 8 299  | 15,31  |  |  |  |
|                | Paul Palacio                   | LO             | 1 401  | 2,58   |  |  |  |
|                |                                |                |        |        |  |  |  |
| Inscrits       | Inscrits                       | Inscrits       | 66 672 | 100,00 |  |  |  |
| Abstentions    | Abstentions                    | Abstentions    | 11 284 | 16,92  |  |  |  |
| Votants        | Votants                        | Votants        | 55 388 | 83,08  |  |  |  |
| Blancs et nuls | Blancs et nuls                 | Blancs et nuls | 1 190  | 2,15   |  |  |  |
| Exprimés       | Exprimés                       | Exprimés       | 54 198 | 97,85  |  |  |  |

Francis Tourdes, vétérinaire, conseiller général CNIP du canton de Vic-sur-Cère, était le suppléant d'Augustin Chauvet.
Augustin Chauvet, à la suite de son échec aux élections sénatoriales, démissionne le 2 octobre 1980.

### Élection partielle du 23 et 30 novembre 1980
Sont candidats au premier tour :
- Alain Delcamp, UDF
- Paul Palacio, LO
- René Souchon, PS
- Louis Taurant, PCF
- Francis Tourdes, CNIP, soutenu par le RPR
- Raymond Vacheron, LCR
- Jean-Claude Waterlot, FN

René Souchon est élu au deuxième tour contre Francis Tourdes.

### Élections de 1981
| Candidat       | Candidat                   | Parti          | Premier tour | Premier tour | Second tour | Second tour |  |
| Candidat       | Candidat                   | Parti          | Voix         | %            | Voix        | %           |  |
| -------------- | -------------------------- | -------------- | ------------ | ------------ | ----------- | ----------- |  |
|                | René Souchon sortant réélu | PS             | 21 687       | 45,72        | 28 709      | 54,84       |  |
|                | Roger Besse                | RPR (UNM)      | 13 729       | 28,94        | 23 646      | 45,16       |  |
|                | Jean-Philippe Maurs        | CNIP (UNM)     | 8 270        | 17,45        |             |             |  |
|                | Alain Cousin               | PCF            | 3 741        | 7,89         |             |             |  |
|                |                            |                |              |              |             |             |  |
| Inscrits       | Inscrits                   | Inscrits       | 68 271       | 100,00       | 68 268      | 100,00      |  |
| Abstentions    | Abstentions                | Abstentions    | 20 286       | 29,71        | 15 272      | 22,37       |  |
| Votants        | Votants                    | Votants        | 47 985       | 70,29        | 52 996      | 77,63       |  |
| Blancs et nuls | Blancs et nuls             | Blancs et nuls | 558          | 1,16         | 641         | 1,21        |  |
| Exprimés       | Exprimés                   | Exprimés       | 47 427       | 98,84        | 52 355      | 98,79       |  |

Firmin Bédoussac, agriculteur, maire d'Omps, conseiller général du canton de Saint-Mamet-la-Salvetat était le suppléant de René Souchon. Firmin Bédoussac remplaça René Souchon, nommé membre du gouvernement, du 25 avril 1983 au 1er avril 1986.

### Élections de 1988
| Candidat       | Candidat             | Parti          | Premier tour | Premier tour | Second tour | Second tour |  |
| Candidat       | Candidat             | Parti          | Voix         | %            | Voix        | %           |  |
| -------------- | -------------------- | -------------- | ------------ | ------------ | ----------- | ----------- |  |
|                | René Souchon sortant | PS             | 20 163       | 46,4         | 23 545      | 49,19       |  |
|                | Yves Coussain élu    | UDF (PR) (URC) | 18 682       | 42,99        | 24 321      | 50,81       |  |
|                | Alain Cousin         | PCF            | 3 290        | 7,57         |             |             |  |
|                | Paul Bardot          | FN             | 1 323        | 3,04         |             |             |  |
|                |                      |                |              |              |             |             |  |
| Inscrits       | Inscrits             | Inscrits       | 61 968       | 100,00       | 61 951      | 100,00      |  |
| Abstentions    | Abstentions          | Abstentions    | 17 619       | 28,43        | 13 096      | 21,14       |  |
| Votants        | Votants              | Votants        | 44 349       | 71,57        | 48 855      | 78,86       |  |
| Blancs et nuls | Blancs et nuls       | Blancs et nuls | 891          | 2,01         | 989         | 2,02        |  |
| Exprimés       | Exprimés             | Exprimés       | 43 458       | 97,99        | 47 866      | 97,98       |  |

Vincent Descœur, conseiller général RPR du canton de Montsalvy était le suppléant d'Yves Coussain.

### Élections de 1993
| Candidat       | Candidat                    | Parti          | Premier tour | Premier tour | Second tour | Second tour |  |
| Candidat       | Candidat                    | Parti          | Voix         | %            | Voix        | %           |  |
| -------------- | --------------------------- | -------------- | ------------ | ------------ | ----------- | ----------- |  |
|                | Yves Coussain sortant réélu | UDF (PR)       | 14 918       | 33,43        | 27 514      | 60,1        |  |
|                | René Souchon                | PS (ADFP)      | 10 024       | 22,46        | 18 266      | 39,9        |  |
|                | Annie Brunet-Fuster         | diss. RPR      | 8 125        | 18,2         | Retrait     | Retrait     |  |
|                | Yvon Bec                    | MRC            | 5 246        | 11,75        |             |             |  |
|                | Alain Cousin                | PCF            | 2 785        | 6,24         |             |             |  |
|                | Paul Bardot                 | FN             | 1 548        | 3,47         |             |             |  |
|                | Jean-Claude Rocher          | Les Verts      | 1 114        | 2,5          |             |             |  |
|                | Christian Morgo             | GÉ             | 871          | 1,95         |             |             |  |
|                |                             |                |              |              |             |             |  |
| Inscrits       | Inscrits                    | Inscrits       | 63 547       | 100,00       | 63 540      | 100,00      |  |
| Abstentions    | Abstentions                 | Abstentions    | 16 796       | 26,43        | 14 904      | 23,46       |  |
| Votants        | Votants                     | Votants        | 46 751       | 73,57        | 48 636      | 76,54       |  |
| Blancs et nuls | Blancs et nuls              | Blancs et nuls | 2 120        | 4,53         | 2 856       | 5,87        |  |
| Exprimés       | Exprimés                    | Exprimés       | 44 631       | 95,47        | 45 780      | 94,13       |  |

Georges Brandt, chef d'entreprise, RPR, était le suppléant d'Yves Coussain.

### Élections de 1997
| Candidat       | Candidat                    | Parti          | Premier tour | Premier tour | Second tour | Second tour |  |
| Candidat       | Candidat                    | Parti          | Voix         | %            | Voix        | %           |  |
| -------------- | --------------------------- | -------------- | ------------ | ------------ | ----------- | ----------- |  |
|                | Yves Coussain sortant réélu | UDF (PPDF)     | 15 433       | 36,94        | 23 403      | 50,43       |  |
|                | René Souchon                | PS             | 13 807       | 33,05        | 23 006      | 49,57       |  |
|                | Michel Georgelin            | Divers gauche  | 5 089        | 12,18        |             |             |  |
|                | Paul Bardot                 | FN             | 2 430        | 5,82         |             |             |  |
|                | Jean-Pierre Roume           | PCF            | 2 286        | 5,47         |             |             |  |
|                | Louis Brugère               | diss. RPR      | 886          | 2,12         |             |             |  |
|                | Roger Gahéry                | MPF (LDI)      | 747          | 1,79         |             |             |  |
|                | Jean Bazelle                | PT             | 569          | 1,36         |             |             |  |
|                | Raymond Squizzato           | MDC            | 532          | 1,27         |             |             |  |
|                |                             |                |              |              |             |             |  |
| Inscrits       | Inscrits                    | Inscrits       | 63 164       | 100,00       | 63 159      | 100,00      |  |
| Abstentions    | Abstentions                 | Abstentions    | 18 725       | 29,65        | 14 490      | 22,94       |  |
| Votants        | Votants                     | Votants        | 44 439       | 70,35        | 48 669      | 77,06       |  |
| Blancs et nuls | Blancs et nuls              | Blancs et nuls | 2 660        | 5,99         | 2 260       | 4,64        |  |
| Exprimés       | Exprimés                    | Exprimés       | 41 779       | 94,01        | 46 409      | 95,36       |  |

Vincent Descœur, conseiller général RPR du canton de Montsalvy était le suppléant d'Yves Coussain.

### Élections de 2002
| Candidat       | Candidat                    | Parti             | Premier tour | Premier tour | Second tour | Second tour |  |
| Candidat       | Candidat                    | Parti             | Voix         | %            | Voix        | %           |  |
| -------------- | --------------------------- | ----------------- | ------------ | ------------ | ----------- | ----------- |  |
|                | Yves Coussain sortant réélu | UMP               | 13 198       | 30,23        | 23 652      | 57,05       |  |
|                | René Souchon                | PS                | 12 829       | 29,38        | 17 805      | 42,95       |  |
|                | François Vermande           | Divers droite     | 5 055        | 11,58        |             |             |  |
|                | Christian Meiniel           | Divers droite     | 3 295        | 7,55         |             |             |  |
|                | Yvon Bec                    | Pôle républicain  | 2 715        | 6,22         |             |             |  |
|                | Hélène Bérodias             | FN                | 1 671        | 3,83         |             |             |  |
|                | Jean-Pierre Roume           | PCF               | 1 162        | 2,66         |             |             |  |
|                | Vincent Bessat              | Les Verts         | 1 031        | 2,36         |             |             |  |
|                | William Schmid              | Extrême droite    | 907          | 2,08         |             |             |  |
|                | Jacques Vermenouze          | Divers écologiste | 484          | 1,11         |             |             |  |
|                | Marie-Pierre Chevrier       | LCR               | 448          | 1,03         |             |             |  |
|                | Raymond Squizzato           | S&P               | 249          | 0,57         |             |             |  |
|                | Rémy Dauvillier             | LO                | 231          | 0,53         |             |             |  |
|                | Pierre Lacroix              | MNR               | 159          | 0,36         |             |             |  |
|                | Jean Bazelle                | PT                | 150          | 0,34         |             |             |  |
|                | Gustave Nicolas             | Divers            | 75           | 0,17         |             |             |  |
|                |                             |                   |              |              |             |             |  |
| Inscrits       | Inscrits                    | Inscrits          | 64 056       | 100,00       | 64 053      | 100,00      |  |
| Abstentions    | Abstentions                 | Abstentions       | 19 279       | 30,1         | 20 509      | 32,02       |  |
| Votants        | Votants                     | Votants           | 44 777       | 69,9         | 43 544      | 67,98       |  |
| Blancs et nuls | Blancs et nuls              | Blancs et nuls    | 1 118        | 2,5          | 2 087       | 4,79        |  |
| Exprimés       | Exprimés                    | Exprimés          | 43 659       | 97,5         | 41 457      | 95,21       |  |

Le suppléant d'Yves Coussain était Henri Manhès, gérant d'entreprise, Cayrols.

### Élections de 2007
| Candidat       | Candidat            | Parti          | Premier tour | Premier tour | Second tour | Second tour |  |
| Candidat       | Candidat            | Parti          | Voix         | %            | Voix        | %           |  |
| -------------- | ------------------- | -------------- | ------------ | ------------ | ----------- | ----------- |  |
|                | Vincent Descœur élu | UMP            | 18 035       | 44,45        | 22 584      | 55,96       |  |
|                | Jacques Markarian   | PS             | 11 872       | 29,26        | 17 774      | 44,04       |  |
|                | François Vermande   | Divers droite  | 4 205        | 10,36        |             |             |  |
|                | Christiane Missegue | UDF–MoDem      | 1 917        | 4,72         |             |             |  |
|                | Patrick Perrier     | PCF            | 1 439        | 3,55         |             |             |  |
|                | Vincent Bessat      | Les Verts      | 1 166        | 2,87         |             |             |  |
|                | Véronique Bamas     | LCR            | 764          | 1,88         |             |             |  |
|                | Thierry Krzeminski  | FN             | 539          | 1,33         |             |             |  |
|                | Remy Dauvillier     | LO             | 257          | 0,63         |             |             |  |
|                | Yolande Trouillet   | MPF            | 217          | 0,53         |             |             |  |
|                | François Bre        | Divers         | 109          | 0,27         |             |             |  |
|                |                     |                |              |              |             |             |  |
| Inscrits       | Inscrits            | Inscrits       | 64 765       | 100,00       | 64 764      | 100,00      |  |
| Abstentions    | Abstentions         | Abstentions    | 23 380       | 36,1         | 23 159      | 35,76       |  |
| Votants        | Votants             | Votants        | 41 385       | 63,9         | 41 605      | 64,24       |  |
| Blancs et nuls | Blancs et nuls      | Blancs et nuls | 812          | 1,96         | 1 247       | 3           |  |
| Exprimés       | Exprimés            | Exprimés       | 40 573       | 98,04        | 40 358      | 97          |  |

La suppléante de Vincent Descœur était Sylvie Lachaize, employée du secteur privé, d'Aurillac.

### Élections de 2012
| Candidat       | Candidat                 | Parti             | Premier tour | Premier tour | Second tour | Second tour |  |
| Candidat       | Candidat                 | Parti             | Voix         | %            | Voix        | %           |  |
| -------------- | ------------------------ | ----------------- | ------------ | ------------ | ----------- | ----------- |  |
|                | Alain Calmette élu       | PS                | 17 154       | 42,92        | 21 883      | 51,63       |  |
|                | Vincent Descœur sortant  | UMP               | 16 478       | 41,23        | 20 500      | 48,37       |  |
|                | Philippe Drouault        | FN (RBM)          | 2 164        | 5,41         |             |             |  |
|                | Thierry Galeau           | PG (FG)           | 1 347        | 3,37         |             |             |  |
|                | Vincent Bessat           | EÉLV              | 1 049        | 2,62         |             |             |  |
|                | Chantal Mazières         | diss. PCF         | 805          | 2,01         |             |             |  |
|                | Nicole Soulenq-Moissinac | PRV (CpF) (MoDem) | 786          | 1,97         |             |             |  |
|                | Rémy Dauvillier          | LO                | 179          | 0,45         |             |             |  |
|                | François Bré             | RIC               | 2            | 0,01         |             |             |  |
|                |                          |                   |              |              |             |             |  |
| Inscrits       | Inscrits                 | Inscrits          | 64 438       | 100,00       | 64 432      | 100,00      |  |
| Abstentions    | Abstentions              | Abstentions       | 23 748       | 36,85        | 20 947      | 32,51       |  |
| Votants        | Votants                  | Votants           | 40 690       | 63,15        | 43 485      | 67,49       |  |
| Blancs et nuls | Blancs et nuls           | Blancs et nuls    | 726          | 1,78         | 1 102       | 2,53        |  |
| Exprimés       | Exprimés                 | Exprimés          | 39 964       | 98,22        | 42 383      | 97,47       |  |

Le suppléant d'Alain Calmette était Christian Rouzières, agriculteur, maire de Maurs.

### Élections de 2017
| Candidat       | Candidat              | Parti          | Premier tour | Premier tour | Second tour | Second tour |  |
| Candidat       | Candidat              | Parti          | Voix         | %            | Voix        | %           |  |
| -------------- | --------------------- | -------------- | ------------ | ------------ | ----------- | ----------- |  |
|                | François Danemans     | LREM           | 12 411       | 36,65        | 14 829      | 48,89       |  |
|                | Vincent Descœur élu   | LR (UDC)       | 11 165       | 32,97        | 15 501      | 51,11       |  |
|                | Thierry Bonhoure      | LFI            | 3 407        | 10,06        |             |             |  |
|                | Marie-Claire Nather   | FN             | 2 191        | 6,47         |             |             |  |
|                | Stéphane Fréchou      | EÉLV (PS)      | 1 574        | 4,65         |             |             |  |
|                | François Vermande     | Divers droite  | 1 430        | 4,22         |             |             |  |
|                | Jean-François Barrier | PCF            | 873          | 2,58         |             |             |  |
|                | Michel Fabre          | AÉI            | 474          | 1,40         |             |             |  |
|                | Rémy Dauvillier       | LO             | 198          | 0,58         |             |             |  |
|                | Grégory Pautrat       | UPR            | 143          | 0,42         |             |             |  |
|                |                       |                |              |              |             |             |  |
| Inscrits       | Inscrits              | Inscrits       | 62 995       | 100,00       | 62 969      | 100,00      |  |
| Abstentions    | Abstentions           | Abstentions    | 28 350       | 45           | 29 894      | 47,47       |  |
| Votants        | Votants               | Votants        | 34 645       | 55           | 33 075      | 52,53       |  |
| Blancs et nuls | Blancs et nuls        | Blancs et nuls | 779          | 2,25         | 2 745       | 8,3         |  |
| Exprimés       | Exprimés              | Exprimés       | 33 866       | 97,75        | 30 330      | 91,7        |  |

La suppléante de Vincent Descœur était Angélique Brugeron, conseillère régionale, conseillère municipale d'Aurillac.

### Élections de 2022
| Candidat       | Candidat                      | Parti          | Premier tour | Premier tour | Second tour | Second tour |  |
| Candidat       | Candidat                      | Parti          | Voix         | %            | Voix        | %           |  |
| -------------- | ----------------------------- | -------------- | ------------ | ------------ | ----------- | ----------- |  |
|                | Vincent Descœur sortant réélu | LR (UDC)       | 13 299       | 40,33        | 18 165      | 69,02       |  |
|                | Michel Teyssedou              | LREM (ENS)     | 7 338        | 22,25        | 8 151       | 30,98       |  |
|                | Michel Maciazek               | LFI (NUPES)    | 6 104        | 18,51        |             |             |  |
|                | Dorothée Gallais              | RN             | 3 695        | 11,21        |             |             |  |
|                | Jean-Pierre Delpont           | Divers droite  | 1 088        | 3,30         |             |             |  |
|                | Guillaume de Balincourt       | REC            | 1 013        | 3,07         |             |             |  |
|                | Rémy Dauvillier               | LO             | 437          | 1,33         |             |             |  |
|                |                               |                |              |              |             |             |  |
| Inscrits       | Inscrits                      | Inscrits       | 63 112       | 100,00       | 63 106      | 100,00      |  |
| Abstentions    | Abstentions                   | Abstentions    | 29 133       | 46,16        | 33 541      | 53,15       |  |
| Votants        | Votants                       | Votants        | 33 979       | 53,84        | 29 565      | 46,85       |  |
| Blancs et nuls | Blancs et nuls                | Blancs et nuls | 1 005        | 2,96         | 3 248       | 10,99       |  |
| Exprimés       | Exprimés                      | Exprimés       | 32 974       | 97,04        | 26 317      | 89,01       |  |

La suppléante de Vincent Descœur était Isabelle Lantuéjoul, ancienne commerçante, conseillère départementale, maire d'Arpajon-sur-Cère.

### Élections de 2024
| Candidat                 | Candidat                 | Parti et coalition       | Nuance                   | Premier tour | Premier tour | Second tour | Second tour |
| Candidat                 | Candidat                 | Parti et coalition       | Nuance                   | Voix         | %            | Voix        | %           |
| ------------------------ | ------------------------ | ------------------------ | ------------------------ | ------------ | ------------ | ----------- | ----------- |
|                          | Vincent Descœur          | SE (UDC)                 | DVD                      | 16 615       | 37,66        | 28 330      | 65,89       |
|                          | Dorothée Gallais         | RN                       | RN                       | 13 361       | 30,29        | 14 668      | 34,11       |
|                          | Valérie Rueda            | PS (NFP)                 | UG                       | 9 893        | 22,43        | Retrait     | Retrait     |
|                          | Denis Sabot              | HOR (ENS)                | HOR                      | 3 377        | 7,66         |             |             |
|                          | Rémy Dauvillier          | LO                       | EXG                      | 458          | 1,04         |             |             |
|                          | Jean-Jacques Bruxelle    | REC                      | REC                      | 410          | 0,93         |             |             |
|                          |                          |                          |                          |              |              |             |             |
| Votes valides            | Votes valides            | Votes valides            | Votes valides            | 44 114       | 97,24        | 42 998      | 95,39       |
| Votes blancs             | Votes blancs             | Votes blancs             | Votes blancs             | 744          | 1,64         | 1 384       | 3,07        |
| Votes nuls               | Votes nuls               | Votes nuls               | Votes nuls               | 509          | 1,12         | 694         | 1,54        |
| Total                    | Total                    | Total                    | Total                    | 45 367       | 100          | 45 076      | 100         |
| Abstention               | Abstention               | Abstention               | Abstention               | 16 947       | 27,20        | 17 245      | 27,67       |
| Inscrits / participation | Inscrits / participation | Inscrits / participation | Inscrits / participation | 62 314       | 72,80        | 62 321      | 72,33       |

La suppléante de Vincent Descœur est Isabelle Lantuéjoul.